# Мотички
Мотички (словац. Motyčky) — село в Банськобистрицькому окрузі Банськобистрицького краю Словаччини. Перша письмова згадка про село датується 1743 роком.

## Населення
| Рік:            | 1994. | 2004.   | 2014.    | 2024.   |
| --------------- | ----- | ------- | -------- | ------- |
| Кількість осіб: | 101   | 98      | 110      | 104     |
| Різниця:        |       | -2,97 % | +12,24 % | -5,45 % |

| Рік:            | 2023. | 2024.   |
| --------------- | ----- | ------- |
| Кількість осіб: | 107   | 104     |
| Різниця:        |       | -2,80 % |

Етнічний склад населення станом на 2001 рік: словаки — 98,13 %, чехи — 1,87 %.
Станом на 31 грудня 2010 року в селі проживало 118 осіб, з них 61 чоловік та 57 жінок.